# Hội nghị Hiệp thương Nhân dân
Hội nghị Hiệp thương Nhân dân (tiếng Indonesia: Majelis Permusyawaratan Rakyat (MPR)) còn được gọi Hội nghị Tư vấn Nhân dân là cơ quan lập pháp nằm trong hệ thống chính trị của Indonesia. Trước khi Hiến pháp được sửa đổi năm 2004, hiến pháp năm 1945 quy định là cơ quan có quyền lực cao nhất, họp ít nhất 1 lần 1 năm tại Thủ đô.
Theo quy định của Luật số 16/1960, Hội nghị được thành lập sau cuộc tổng tuyển cử đầu tiên năm 1971. Luật này quy định số đại biểu của Hội nghị gấp đôi số đại biểu của Hạ viện.
Số lượng đại biểu 920 người của Hội nghị tiếp tục trong các giai đoạn 1977-1982 và 1982-1987. Trong các giai đoạn 1987-1992, 1992-1997, và 1997-1999, số đại biểu của Hội nghị là 1000. 100 đại biểu trong số này được chỉ định đại diện các đoàn đại biểu từ các nhóm như là phần bổ sung cho các đại biểu các phái của Karya Pembangunan (FKP), Partai Demokrasi Indonesia (FPDI), và Persatuan Pembangunan (FPP). Trong giai đoạn 1999-2004, số đại biểu của Hội nghị chỉ là 700, và giai đoạn 2004-2009 cũng thế.
Kể từ cuộc tổng tuyển cử năm 2004, Hội nghị Hiệp thương Nhân dân có hai viện:
- Hội đồng Đại diện Nhân dân (Dewan Perwakilan Rakyat ou DPR), các đại biểu được bầu trực tiếp qua phổ thông đầu phiếu theo tỷ lệ của đại biểu từng khu vực;
- Hội đồng Đại diện Khu vực (Dewan Perwakilan Daerah ou DPD), có các đại biểu được bầu cử từ các khu vực bầu cử của tỉnh.

Cho đến khi tu chính án hiến pháp năm 2004, MPR là cơ quan bầu chọn tổng thống nhưng từ sau 2004, tổng thống được bầu cử thông qua phổ thông đầu phiếu.

## Nhiệm vụ và quyền hạn

### Thay đổi và thiết lập Hiến pháp
Hội nghị có quyền thiết lập và thay đổi Hiến pháp năm 1945. Trong việc thay đổi Hiến pháp năm 1945, các đại biểu không được đề xuất việc thay đổi lời nói đầu và hình thức đơn nhất của nhà nước Indonesia.
Một đề xuất sửa đổi Hiến pháp này có thể được nêu trong chương trình nghị sự của một kỳ họp của Hội nghị nếu nó được đệ trình bởi tối thiểu 1/3 tổng số thành viên Hội nghị. Bất kỳ đề xuất sửa đổi các điều khoản trong Hiến pháp được đưa ra dưới dạng văn bản và phải nêu rõ ràng điều khoản nào cần sửa đổi và lý do cho việc sửa đổi đó.
Đề nghị sửa đổi Hiến pháp được gửi lên lãnh đạo Hội nghị. Sau khi nhận được yêu cầu sửa đổi, các vấn đề kiểm tra của lãnh đạo Hội nghị, tức số lượng đề xuất và văn bản đề xuất lý do sửa đổi, việc kiểm tra trong vòng 30 ngày mới có thể nhận được sự chấp thuận của lãnh đạo Hội nghị. Trong khi kiểm tra, lãnh đạo Hội nghị tổ chức họp với các lãnh đạo đảng phái, liên minh để thảo luận về các yêu cầu sửa đổi.
Nếu việc đề xuất sửa đổi bị bác bỏ, thông báo đề nghị của lãnh đạo Hội nghị bác bỏ bằng văn bản cho người đề nghị nêu lý do bác bỏ. Tuy nhiên nếu đề nghị được chấp thuận của lãnh đạo Hội nghị, thì đề xuất sửa đổi cần phải được sự chấp thuận của tối thiểu 50% cộng một thành viên của tổng số thành viên Hội nghị tại kỳ họp gần nhất. Và tại kỳ họp cần tối thiểu 2/3 tổng số thành viên Hội nghị có mặt. Phiên họp được tổ chức không quá 60 ngày, và trước 14 ngày tổ chức phiên họp toàn thể, bản sao của văn bản chấp thuận được gửi tới các đại biểu tham vấn.

### Bổ nhiệm Tổng thống và Phó Tổng thống
Hội nghị bổ nhiệm chức vụ Tổng thống và Phó Tổng thống thông qua kết quả bầu cử tại kỳ họp toàn thể của Hội nghị. Trước khi cải cách Hội nghị Hiệp thương Nhân dân là cơ quan bầu Tổng thống và Phó tổng thống theo đa số, nhưng sau khi cải cách quyền này của Hội nghị bị thu hồi. Quyết định thay đổi này tại lần tu chính Hiến pháp năm 2001 và quy định "Tổng thống và Phó Tổng thống là một cặp đôi được nhân dân bầu trực tiếp."

### Luận tội và bãi nhiệm Tổng thống hoặc Phó Tổng thống trong nhiệm kỳ
Hội nghị chỉ có quyền bãi nhiệm Tổng thống và Phó Tổng thống trong nhiệm kỳ theo quy định của Hiến pháp. Quyền bãi nhiệm do Hạ viện đề xuất.
Hội nghị sẽ tổ chức phiên họp toàn thể luận tội Tổng thống hoặc Phó Tổng thống không quá 30 ngày khi Hội nghị chấp thuận đề nghị. Đề nghị Hạ viện sẽ được Tòa án Hiến pháp để điều tra, xét xử và ra quyết định về quan điểm của Hội nghị Hiệp thương Nhân dân rằng vi phạm các lỗi như phản quốc, tham nhũng, trọng tội khác hoặc hành vi khác có tính chất hình sự nghiêm trọng, hoặc vi phạm đạo đức nghiêm trọng, và/hoặc là Tổng thống và/hoặc Phó Tổng thống không còn đáp ứng trình độ để thực thi nhiệm vụ Tổng thống và/hoặc Phó Tổng thống.
Việc nộp yêu cầu của Hội nghị đến Tòa án Hiến pháp chỉ được thực hiện khi có sự đồng tình của ít nhất 2/3 tổng số thành viên Hội nghị có mặt tại một phiên họp toàn thể với sự tham dự của ít nhất 2/3 tổng số thành viên Hội nghị.
Quyết định của Hội nghị về đề nghị luận tội Tổng thống và/hoặc Phó Tổng thống phải được thực hiện trong một phiên họp toàn thể của MPR với sự tham dự của ít nhất 3/4 tổng số thành viên và đòi hỏi sự chấp thuận của ít nhất 2/3 tổng số thành viên có mặt, sau khi Tổng thống và/hoặc Phó Tổng thống đã được trao cơ hội để trình bày lời giải thích của mình trước các phiên họp toàn thể của Hội nghị.

### Bổ nhiệm Phó Tổng thống thành Tổng thống
Trong trường hợp Tổng thống qua đời, từ chức, bị luận tội, hoặc không có khả năng thực hiện quyền hạn của mình, người đó sẽ được thay thế bởi Phó Tổng thống cho đến khi kết thúc nhiệm kỳ.
Trong trường hợp khuyết Tổng thống ngay lập tức Hội nghị tổ chức phiên họp toàn thể bổ nhiệm Phó Tổng thống trở thành Tổng thống. Trong trường hợp Hội nghị họp Tổng thống tuyên thệ phù hợp với tôn giáo của mình hoặc lời hứa danh dự trước phiên họp toàn thể. Trong trường hợp Hội nghị không thể họp Tổng thống tuyên thệ phù hợp với tôn giáo của mình hoặc thực hiện một lời hứa long trọng trước ban lãnh đạo của Hội nghị được chứng kiến bởi lãnh đạo của Tòa án Tối cao.

### Lựa chon Phó Tổng thống
Trong trường hợp vị trí Phó Tổng thống bị trống, Hội nghị tổ chức một phiên họp trong thời hạn chậm nhất là 60 ngày để bầu ra một Phó Tổng thống từ hai ứng cử viên được đề cử bởi Tổng thống.

### Bầu Tổng thống và Phó Tổng thống
Trong trường hợp Tổng thống và Phó Tổng thống chết, từ chức, bị luận tội, hoặc là vĩnh viễn không có khả năng thực hiện nhiệm vụ, trong thời hạn nhiệm kỳ, các quyền hạn của tổng thống sẽ được thực hiện bởi một chính quyền liên hiệp gồm Bộ trưởng Bộ Ngoại giao, Bộ trưởng Bộ Nội vụ, và Bộ trưởng Bộ Quốc phòng.
Chậm nhất 30 ngày sau đó, Hội nghị sẽ tổ chức một phiên họp để bầu một Tổng thống mới và Phó Tổng thống từ đề cử của các đảng chính trị hoặc liên minh các đảng chính trị đã giành vị trí đầu tiên và thứ hai trong cuộc bầu cử Tổng thống mới, những người sẽ công tác trong phần còn lại của nhiệm kỳ. 

## Đại biểu
Đại biểu Hội nghị Hiệp thương Nhân dân bao gồm thành viện của Hội đồng Đại diện Khu vực và Hội đồng Đại diện Nhân dân thông qua cuộc tổng tuyển cử. Nhiệm kỳ của Hội nghị là 5 năm và kết thúc nhiệm kỳ khi Hội nghị mới chính thức tuyên thệ.

## Quyền và nghĩa vụ của đại biểu

### Quyền của đại biểu
- Đề xuất sự thay đổi của Hiến pháp
- Xác định sự lựa chọn trong việc ra quyết định
- Bầu cử và lựa chọn
- Quyền đồng nhân (interpelasi), quyền điều tra (angket) và quyền đưa ra quan điểm
- Tài chính và hành chính

### Nghĩa vụ của đại biểu
- Duy trì thực hiện Pancasila
- Thực hiện Hiến pháp và tuân thủ phát luật
- Duy trì hòa hợp dân tộc, bảo vệ toàn vẹn lãnh thổ
- Đặt lợi ích đất nước trên lợi ích nhóm, đảng phái và cá nhân
- Thực hiện vai trò là người đại diện cho nhân dân và khu vực

## Tổ chức
Hội nghị Hiệp thương gồm: lãnh đạo và Ủy ban đặc biệt

### Lãnh đạo
Lãnh đạo Hội nghị gồm 1 Chủ tịch thành viên của Hạ viện, 4 Phó Chủ tịch gồm 2 người là Phó Chủ tịch Hạ viện và 2 người là Phó Chủ tịch thượng viện quy định tại phiên họp toàn thể của Hội nghị. Tuy nhiên trong nhiệm kỳ 2014-2019 bầu cử lãnh đạo Hội nghị bằng cách theo sự đề xuất của 2 nhóm liên minh lớn (KMP và KIH) với tổ chức 4 người Hạ viện và 1 người thượng viện.
Lãnh đạo hiện nay là:
- Chủ tịch Zulkifli Hasan
- Phó Chủ tịch 
  - Mahyudin, (đảng Golkar)
  - E.E. Mangindaa (đảng Dân chủ)
  - Hidayat Nur Wahid (đảng PKS)
  - Oesman Sapta Odang (Đảng PPN)

### Ủy ban đặc biệt
Ủy ban đặc biệt được tạo thành từ các lãnh đạo nhóm Hội nghị, và ít nhất 5%-10% số thành viên Hạ viện và thành phần Ủy ban phản ánh các yếu tố thượng viện tương ứng từ các phe đảng phái nhóm liên minh.

## Phiên hop
Các phiên họp tổ chức ít nhất 2 lần 1 năm.
Hội nghị hợp lệ nếu có sự tham dự:
- có ít nhất 3/4 số thành viên của hội nghị quyết định theo đề nghị Quốc hội để luận tội Tổng thống / Phó Tổng thống
- ít nhất 2/3 số thành viên của hội nghị quyết định thay đổi và xác định Hiến pháp
- ít nhất 50% + 1 của số lượng thành viên phiên họp toàn thể

Hội nghị quyết định:
- ít nhất 2/3 số thành viên của Hội đồng đã có mặt để đề nghị Quốc hội để luận tội Tổng thống / Phó Tổng thống
- ít nhất 50% + 1 của tổng số thành viên của Hội đồng để quyết định các vấn đề khác.

## Danh sách chủ tịch
| STT | Tên (sinh-mất)                   | Bắt đầu   | Kết thúc    | Đảng chính trị | Thông tin                                                                            | Phó Chủ tịch |
| --- | -------------------------------- | --------- | ----------- | -------------- | ------------------------------------------------------------------------------------ | --- |
| 1   | Chaerul Saleh (1916-1967)        | 1960      | 1966        | Đảng Murba     | Đồng thời là thành viên của chính phủ                                                | Idham Chalid Ali Sastroamidjojo Wilujo Puspojudo Dipa Nusantara Aidit |
| 2   | Wilujo Puspojudo                 | 1966      | 1966        | Quân đội       | Đồng thời là chủ tịch Hạ viện                                                        | Idham Chalid Ali Sastroamidjojo |
| 3   | Abdul Haris Nasution (1918-2000) | 1966      | 1971        | Quân đội       |                                                                                      | Osa Maliki Mashudi Mohammad Subchan Z. E Mohammad Siregar |
| 4   | Idham Chalid (1921-2010)         | 1971      | 1977        | Đảng NU        | Đồng thời là chủ tịch Hạ viện                                                        | Sumiskum Djaelani Naro Domo Pranoto Kartidjo Mohammad Isnaeni |
| 5   | Adam Malik (1917-1984)           | 10/1977   | 3/1978      | Đảng Golkar    | Năm 1978 được bầu làm Phó Tổng thống                                                 | Mashuri Saleh Achmad Lamo Masjkur Kartidjo Mohammad Isnaeni |
| 6   | Daryatmo (1925-1993)             | 3/1978    | 10/1982     | Golkar         | Được bầu thay thế Adam Malik làm Phó Tổng thống                                      | Mashuri Saleh Achmad Lamo Masjkur Kartidjo Mohammad Isnaeni |
| 7   | Amir Machmud (1923-1995)         | 10/1982   | 10/1987     | Golkar         |                                                                                      | Kharis Suhud Amir Murtono Hardjantho Sumodiasastro Nuddin Lubis Soenandar Prijosoedarmo                                                                                          |
| 8   | Kharis Suhud (1925-2012)         | 10/1987   | 10/1992     | Golkar         |                                                                                      | Syaiful Sulun Raden Sukardi Raden Soeprapto Soerjadi Djaelani Naro |
| 9   | Wahono (1925-2004)               | 10/1992   | 10/1997     | Golkar         |                                                                                      | Ismail Hassan Metareum Ahmad Amiruddin Soerjadi Soetedjo |
| 10  | Harmoko (1939-)                  | 10/1997   | 10/1999     | Golkar         |                                                                                      | Syarwan Hamid Abdul Gafur Ismail Hassan Metareum Fatimah Achmad Poedjono Pranyoto                                                                                                |
| 11  | Amien Rais (1944-)               | 10/1999   | 10/2004     | PAN            | Chủ tịch cuối cùng của Hội nghị Hiệp thương với quyền lực tối cao trước khi cải cách | Ginandjar Kartasasmita Kwik Kian Gie Soetjipto Soedjono Husnie Thamrin Matori A. Djalil Cholil Bisri Hari Sabarno Agus Widjojo Oesman Sapta Odang Jusuf Amir Feisal Nazri Adlani |
| 12  | Hidayat Nur Wahid (1960-)        | 7/10/2004 | 1/10/2009   | PKS            |                                                                                      | Andi Mappetahang Fatwa Aksa Mahmud Mooryati Soedibyo |
| 13  | Taufiq Kiemas (1942-2013)        | 4/10/2009 | 8/6/2013    | PDI-P          | mất khi đang tại nhiệm                                                               | Hajriyanto Y. Thohari Lukman Hakim Saifuddin Melani Leimena Suharli Ahmad Farhan Hamid Achmad Dimyati Natakusumah                                                                |
| 14  | Sidarto Danusubroto (1936-)      | 8/6/2013  | 1/10/2014   | PDI-P          |                                                                                      | Hajriyanto Y. Thohari Lukman Hakim Saifuddin Melani Leimena Suharli Ahmad Farhan Hamid Achmad Dimyati Natakusumah                                                                |
| 15  | Zulkifli Hasan (1962-)           | 1/10/2014 | đương nhiệm | PAN            |                                                                                      | Mahyudin E.E. Mangindaan Hidayat Nur Wahid Oesman Sapta Odang |